# Magdeburg (Schiff, 2008)
Die Magdeburg ist eine Korvette der Deutschen Marine der Braunschweig-Klasse. Sie ist die zweite Einheit dieser Klasse und das vierte Schiff mit Namen Magdeburg in einer deutschen Marine. Namensvorgänger waren zwei Kleine Kreuzer der Kaiserlichen Marine, aus den Jahren 1911 und 1917, und ein Minenlege- und Räumfahrzeug der Krake-Klasse der Volksmarine.

## Geschichte
Die Magdeburg wurde am 19. Mai 2005 auf der Bremer Lürssen-Werft auf Kiel gelegt, die Taufe erfolgt am 6. September 2006. Die Indienststellung des dem 1. Korvettengeschwader in Rostock-Hohe Düne unterstehende Schiff wurde am 22. September 2008 im Marinestützpunkt Warnemünde durchgeführt.
Nach längerer Werftliegezeit auf Grund diverser Probleme (siehe unter: Braunschweig-Klasse – Mängel und Nachrüstungen) unternahm die Magdeburg im Herbst 2010 wieder Seeerprobungen.
Dabei wurde vor der Küste Norwegens im Februar 2011 festgestellt, dass sich Schimmel und Schwitzwasser im Schiff bildeten. Dies rührte daher, dass bei der Konstruktion der Klimaanlage Fehler gemacht wurden. Dies führte dazu, dass auch die anderen vier Korvetten erneut überarbeitet werden mussten.
Im Spätsommer 2011 nahm die Magdeburg dann erstmals bei einem Ausbildungseinsatz teil, dem internationalen Seemanöver „DANEX/NOCO“ im Bereich der westlichen und südlichen Ostseezugänge.

### Einsätze
- Nach erfolgreicher Teilnahme am „FOST“-Programm (Flag Officer Sea Training) der Royal Navy in der ersten Jahreshälfte 2012,[4] lief die Magdeburg im September 2012 zur Teilnahme an der Operation UNIFIL in das östliche Mittelmeer aus.[5] Dort schloss sie sich am 7. Oktober 2012 dem deutschen Einsatzkontingent in Limassol an[6] und gehörte diesem bis zum 6. Dezember 2012 an.[7] In ihren Heimathafen kehrte sie am 19. Dezember 2012 zurück.[8]
- Im Dezember 2013 absolvierte die Magdeburg zusammen mit ihrem Schwesterschiff Braunschweig eine Ausbildungsfahrt, mit Zwischenstopp in Oslo,[9] bevor sie am 20. Januar 2014 zur Teilnahme am ständigen maritimen Einsatzverband der NATO     (SNMG 1) auslief.[10] Am 13. Juni kehrte die Magdeburg wieder in ihren Heimathafen zurück. Sie legte in diesen fast fünf Monaten Abwesenheit rund 24.000 Seemeilen zurück und absolvierte Hafenbesuche in Norwegen, Schottland, Portugal, Italien, Griechenland, der Türkei und Spanien.[11]
- Am 15. Mai 2017 lief die Magdeburg aus ihren Heimathafen Warnemünde zum UNIFIL-Einsatz aus. Bemannt von der Besatzung Delta, unter dem Kommando von Korvettenkapitän Thorsten Vögler, löste die Magdeburg ihr Schwesterschiff Braunschweig ab. Geplant war ein Einsatz von einem Jahr, mit mehreren Besatzungswechseln.[12] Während der Transitphase durch das Mittelmeer war sie auch einige Tage in die Seeraumüberwachungsoperation Sea Guardian der NATO eingebunden. Am 30. Mai 2017 fand im Hafen von Limassol der Kontingentwechsel statt.[13] Am 6. Oktober 2017 stattete der Befehlshaber des UNIFIL-Einsatzes, der irische Generalmajor Michael Beary, der Korvette und ihrer Besatzung einem Besuch ab, um sich ein Bild über die Arbeit der  Maritime Task Force UNIFIL zu machen. Ebenso im Oktober 2017 erfolgte der 1. Besatzungstausch im Einsatz, es übernahm die Besatzung Echo unter Korvettenkapitän Stephan Lukaszyk. Am 22. Januar 2018 wurde auf der Korvette der letzte Personalaustausch im Zuge des Mehrbesatzungskonzepts vollzogen, die Besatzung Bravo beteiligt sich bis Ende Mai 2018 am UNIFIL-Einsatz vor der Küste Libanons, danach wird die Magdeburg nach 13 Monaten im Einsatzgebiet wieder in ihren Heimathafen Warnemünde zurückkehren. Am 30. Januar 2018 statteten Bundespräsident Frank-Walter Steinmeier und der Inspekteur der Marine, Vizeadmiral Andreas Krause der Korvette im Hafen von Beirut einen Besuch ab.[14]
- Am 15. September 2020 lief die Magdeburg, gefahren von der Besatzung Echo unter dem Kommando von Fregattenkapitän Thorsten Schäfer, aus ihrem Heimathafen aus, um die Korvette Ludwigshafen am Rhein im UNIFIL-Einsatz abzulösen. Der erste Besatzungswechsel im Rahmen des Mehrbesatzungskonzepts war für Februar 2021 vorgesehen.[15] Im Juli 2021 kehrte das Schiff nach Warnemünde zurück.[16]